# Walenty Aleksander Czapski
Walenty Aleksander Czapski (ur. przed 22 lutego 1682, zm. 4 marca 1751 w Gdańsku) – polityk, opat pelpliński, biskup przemyski, biskup kujawski.

## Życiorys
Syn Aleksandra Czapskiego, podkomorzego wendeńskiego i Anny z Białochowskich, brat Jana (pułkownik), Macieja (major), Piotra (chorąży pomorski) i Michała (wojewoda malborski).
Po święceniach kapłańskich uzyskał liczne beneficja kościelne. Od 1708 był proboszczem świeckim, 29 kwietnia 1711 uzyskał kanonię poznańską, a 1 lipca 1712 scholasterię. Posiadał także probostwo zbąszyńskie (1726–1734) i dubieckie. Kilkukrotnie był w tym czasie deputatem do Trybunału Głównego Koronnego z ramienia kapituły poznańskiej. 23 listopada 1728 uzyskał w Rzymie tytuł doktora obojga praw. W 1729 został wybrany na koadiutora opata pelplińskiego, Tomasza Franciszka Czapskiego, od 1730 opat komendatoryjny pelpliński (do 1736).
Podczas bezkrólewia 1733–1734 opowiedział się za Augustem III, działając na jego korzyść m.in. podczas sejmiku generalnego pruskiego w Grudziądzu z 2–6 września 1734, co przyniosło mu w 1735 nominację na biskupstwo przemyskie, jednak prowizję papieską otrzymał dopiero w 1737 i wtedy też faktycznie objął władzę w diecezji. Był obecny na sejmie w 1738. W latach 1739–1740 był prezydentem Trybunału Skarbowego w Radomiu. Na sejmie w 1740 opowiedział się za aukcją wojska oraz wznowieniem rokowań z sąsiednimi krajami. Ubiegał się w tym czasie o biskupstwo warmińskie, jednak bez powodzenia.
20 grudnia 1741 translokowany na diecezję kujawską, rządy w niej objął w 1743. Uczestniczył w sejmie 1744, na którym został deputowanym do układania konstytucji; na sejmie 1746 oskarżył sąsiednie państwa o uniemożliwienie przeprowadzenia aukcji i reformy wojska. Żądał także zniesienia ceł prywatnych oraz sprowadzenia rzemieślników z Saksonii. Na sejmie w 1748  został deputowanym do sprawdzenia rachunków podskarbiego. Odgrywał znaczą rolę w realizacji polityki dworu wobec Gdańska oraz Prus Królewskich.
Jako biskup włocławski na stałe przebywał w Gdańsku. W znacznym stopniu przyczynił się do ożywienia katolickiej szkoły parafialnej w Gdańsku, dbał o sprawy gospodarcze diecezji, wspierał dzieła miłosierdzia. Zmarł w Gdańsku, 4 marca 1751, został pochowany w katedrze we Włocławku, gdzie znajduje się jego epitafium z portretem.
W 1740 odznaczony Orderem Orła Białego.